# Messier 54
Messier 54 (M54)  även känd som NGC 6715 är en klotformig stjärnhop med magnitud 7,6 i stjärnbilden Skytten ungefär 4 grader söder om Nunki. Den upptäcktes 1778 av Charles Messiers som införde den i sin katalog över kometliknande objekt. 
Messier 54 är lätt att hitta på himlen och går att se med handkikare, men är svår att lösa upp och se detaljerna i. Även med ett 12-tums teleskop ser man den bara som en något kornig ljusfläck. År 1994 upptäcktes att Messier 54 inte tillhör Vintergatan, utan satellitgalaxen Sagittarius.

## Egenskaper
Antagen tillhöra Vintergatan på ett avstånd från jorden på ca 50 000 ljusår, upptäcktes det 1994 att Messier 54 troligen tillhör Skyttens elliptiska dvärggalax (SagDEG), vilket gör den till den första klotformiga stjärnhopen som tidigare troddes vara en del av vår galax och omplacerats till extragalaktisk status, även om det inte erkändes som sådant i nästan två och ett kvarts århundraden. Eftersom den ligger i centrum av SagDEG tror vissa författare att den faktiskt kan vara dess kärna. Andra har emellertid hävdat att den är en verklig klotformig stjärnhop som föll in till centrum av galaxen på grund av uppbromsning av dess omlopp orsakad av dynamisk friktion. Litiumnivåerna i Messier 54 är jämförbara med de i Vintergatan.
Moderna uppskattningar placerar nu Messier 54 på ett avstånd av ca 87 000 ljusår, som ger en radie av hopen på 150 ljusår. Den är en av de tätare klotformiga hoparna och är av klass III (klass I är tätast och XII är den minst täta). Den lyser med luminositeten av ungefär 850 000 gånger solens och har en absolut magnitud på −10,0. 

## Medeltungt svart hål
I juli 2009 rapporterade ett team av astronomer att de hade hittat bevis på ett mellanmassivt svart hål i kärnan av M54.

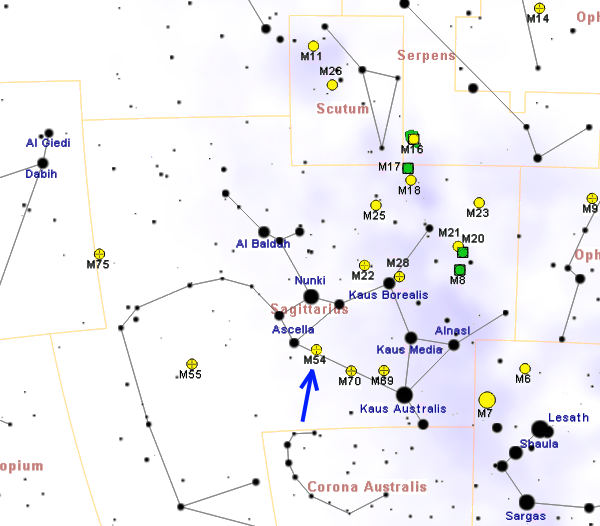
Karta som visar lokaliseringen av M54 (RobertoMura)